# Phyllophaga panamensis
Phyllophaga panamensis är en skalbaggsart som beskrevs av Moser 1921. Phyllophaga panamensis ingår i släktet Phyllophaga och familjen Melolonthidae. Inga underarter finns listade i Catalogue of Life.